# 永松為治郎
永松 為治郎(ながまつ ためじろう、1865年 (慶応元年) - 1939年 (昭和14年) )は、日本の実業家、官僚。

## 人物
1865年、豊前国宇佐郡、のちの大分県宇佐郡駅館村に生まれる。
1886年、熊本県庁に奉職。1897年、大蔵省煙草専売局に入省。専売支局長に任じられた後、大蔵省本局勤務となる。その後退官し、実業界へ転ずる。
1907年、大日本共同運輸会社 (同社発起人に日比谷平左衛門、平沼専蔵、村井吉兵衛、福澤桃介) 専務取締役に就任。
1913年、ラサ島燐礦 (現ラサ工業) の創立とともに監査役に就任。また当時、精製糖におけるシェア第2位の名古屋製糖取締役、第5位の横濱製糖 (現DM三井製糖ホールディングス) 支配人も務めた。
1915年、第12回衆議院議員総選挙に立憲政友会より出馬するも落選 (同区からは小泉又次郎らが当選) 。同年、橋本圭三郎らと宝田石油へ入社し、その後日本石油 (現ENEOSホールディングス) 重役となる。
1939年に逝去。
1914年から1928年にかけて、現在の価値で計約7,000万円の寄付を行い、地域発展に寄与した。